# Balds
De Balds zijn een nomadisch volk in de fictieve wereld van de stripserie Thorgal.  Zij leven in de bergen van Northland en plegen regelmatig overvallen op de nederzettingen van de Vikingsen, die aan de kust wonen. Ook reizigers die zich in hun bergen op doorreis wagen, lopen gevaar hun leven te verliezen of te worden gevangengenomen en verkocht als slaven. 
Thorgal krijgt meerdere keren met dit volk te maken en moet zich gewapend tegen hen te weer stellen.